# Álvaro Antón Camarero
Álvaro Antón Camarero (nascut el 28 de desembre de 1983 a Pinilla de los Barruecos, Burgos) és un exfutbolista que jugava com a migcampista.